# Carpholithia
Carpholithia là một chi bướm đêm thuộc họ Erebidae.